# Cerekwica Nowa
Cerekwica Nowa (prononciation : [t͡sɛrɛkˈfit͡sa ˈnɔva]) est un village polonais de la gmina de Jaraczewo dans le powiat de Jarocin de la voïvodie de Grande-Pologne dans le centre-ouest de la Pologne.
Il se situe à environ 5 kilomètres au sud-est de Jaraczewo (siège de la gmina), à 13 kilomètres à l'ouest de Jarocin (siège du powiat) et à 60 kilomètres au sud-est de Poznań (capitale régionale).
Le village possède une population de 260 habitants.

## Histoire
De 1975 à 1998, le village faisait partie du territoire de la voïvodie de Kalisz.

Depuis 1999, Cerekwica Nowa est situé dans la voïvodie de Grande-Pologne.